# Zalesie (powiat toruński)
Zalesie – wieś w Polsce położona w województwie kujawsko-pomorskim, w powiecie toruńskim, w gminie Chełmża. Leży nad jez. Chełmżyńskim. W okresie letnim czynny jest ośrodek wypoczynkowy.
W latach 1975–1998 miejscowość należała administracyjnie do województwa toruńskiego. Według Narodowego Spisu Powszechnego (III 2011 r.) liczyła 211 mieszkańców. Wraz z 3 innymi wsiami (każdą zamieszkuje 211 osób), jest piętnastą co do wielkości miejscowością gminy Chełmża.

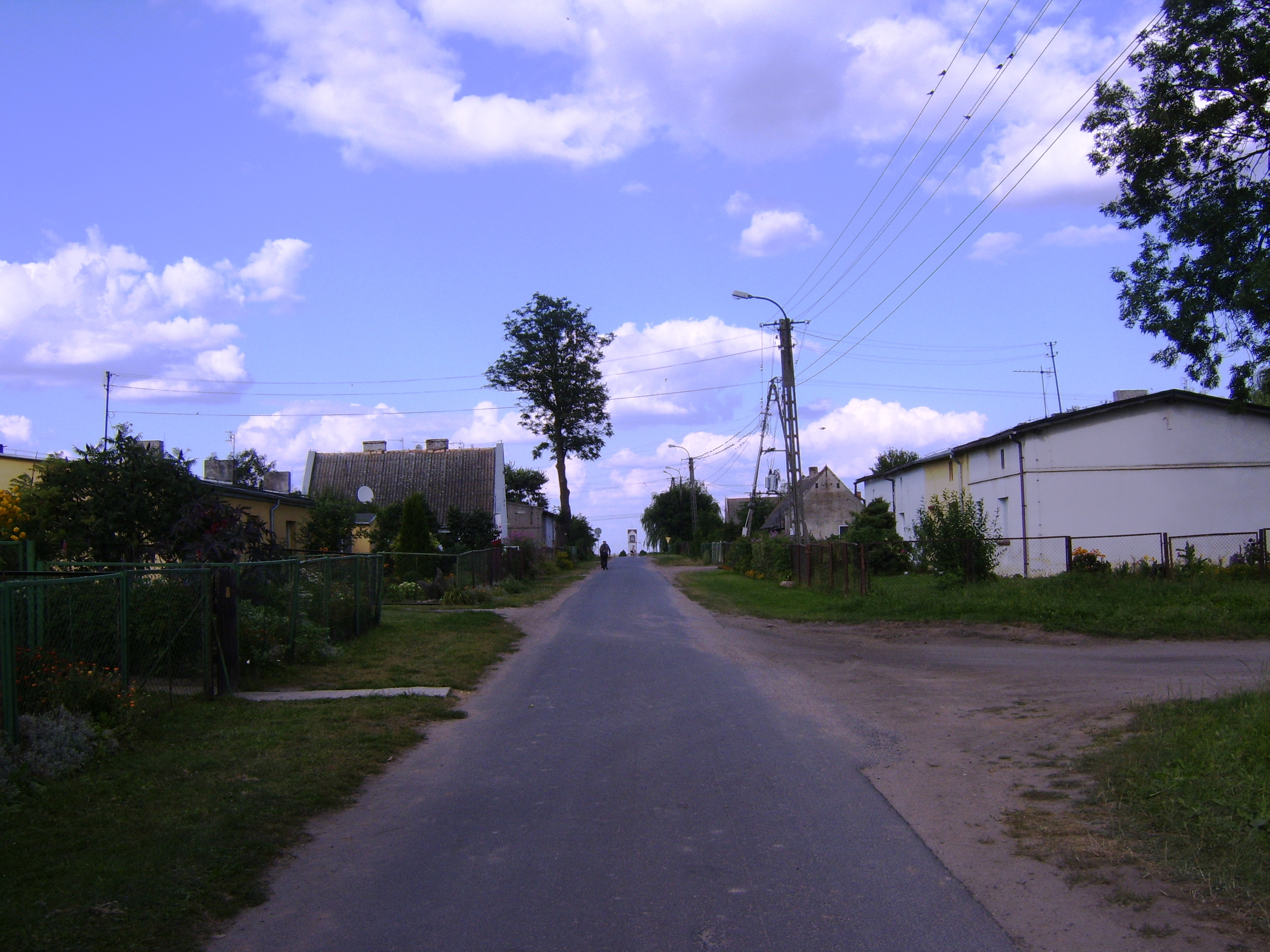
Ulica we wsi